# Aoshachia lutea
Aoshachia lutea är en fjärilsart som beskrevs av Sergius G. Kiriakoff 1963. Aoshachia lutea ingår i släktet Aoshachia och familjen mätare. Inga underarter finns listade i Catalogue of Life.